# Агашоринський сільський округ
Агашори́нський сільський округ (каз. Ағашорын ауылдық округі, рос. Агашоринский сельский округ) — адміністративна одиниця у складі Іртиського району Павлодарської області Казахстану. Адміністративний центр — село Агашорин.
Населення — 1124 особи (2021; 1525 у 2009, 2911 у 1999, 3426 у 1989).
Станом на 1989 рік існували Пушкінська сільська рада (села Агашорин, Артемовка, Отділення 1 совхоз Пушкіна, Печерськ) та Суворовська сільська рада (села Алгабас, Молодіжне, Никаноровка, Новоросійка, Сахаліновка, Суворово). Села Отділення 1, Алгабас, Молодіжне та Сахаліновка були ліквідовані 2001 року, село Теренсай — 2003 року, села Бескепе та Актайлак — 2015 року. 2019 року до складу сільського округу була включена територія ліквідованого Узунсуського сільського округу (село Узинсу).

## Склад
До складу округу входять такі населені пункти:
| Населений пункт   | Старі назви                 | Населення, осіб (1989) | Населення, осіб (1999) | Населення, осіб (2009) | Населення, осіб (2021) |
| ----------------- | --------------------------- | ---------------------- | ---------------------- | ---------------------- | ---------------------- |
| Агашорин, село    | -                           | 650                    | 861                    | 733                    | 704                    |
| Актайлак, село    | Никаноровка                 | 188                    | 157                    | 19                     | -                      |
| Алгабас, село     | -                           | 70                     | 65                     | -                      | -                      |
| Бескепе, село     | Артемовка                   | 360                    | 66                     | 87                     | -                      |
| Отділення 1, село | Отділення 1 совхоза Пушкіна | 289                    | -                      | -                      | -                      |
| Молодіжне, село   | -                           | 237                    | 186                    | -                      | -                      |
| Новоросійка, село | -                           | 42                     | -                      | -                      | -                      |
| Сахаліновка, село | -                           | 77                     | 105                    | -                      | -                      |
| Теренсай, село    | Печерськ                    | 122                    | 114                    | -                      | -                      |
| Узинсу, село      | Суворово                    | 1391                   | 1357                   | 686                    | 420                    |